# 끼엔안군
끼엔안군(베트남어: Quận Kiến An / 郡建安)은 홍강 삼각주 하이퐁시의 군이다. 끼엔안은 남서쪽으로 가는 관문으로, 하이퐁시 중심부에서 약 10km 떨어져 있으며 끼엔안과 도선군, 깟바섬과 할롱만을 연결하는 도로, 수로 및 항공로의 중심에 위치해 있다.

## 행정 구역
끼엔안군은 10개의 방(坊)으로 구성되어 있다.
- 박선 (Bắc Sơn / 北山)
- 동호아 (Đồng Hòa / 同和)
- 람하 (Lãm Hà / 攬河)
- 남선 (Nam Sơn / 南山)
- 응옥선 (Ngọc Sơn / 玉山)
- 푸리엔 (Phù Liễn / 扶輦)
- 꽌쭈 (Quán Trữ / 館佇)
- 쩐타인응오 (Trần Thành Ngọ / 陳成午)
- 짱민 (Tràng Minh / 長明)
- 반더우 (Văn Đẩu / 文斗)